# Illa Scott
L'illa Scott és una petita illa deshabitada d'origen volcànic situada en la Dependència Ross a l'Antàrtida a uns 505 km al nord-est del cap Adare, de la Terra Victòria. Fa uns 370 metres de llargada i 180 m d'amplada, amb una superfície de 0,04 km². A uns 200 m a l'oest de l'illa es troba la Columna de Haggitt, una columna de 60 m d'alçada. Va ser descoberta el 25 de desembre de 1902 per part del capità William Colbeck del SY Morning, on viatjava Robert Falcon Scott en l'expedició de Sir Clements Robert Markham. El Pilar de Haggitt porta aquest nom perquè aquest, Haggitt, era el de la mare de William Colbeck.